# Heliopsis longipes

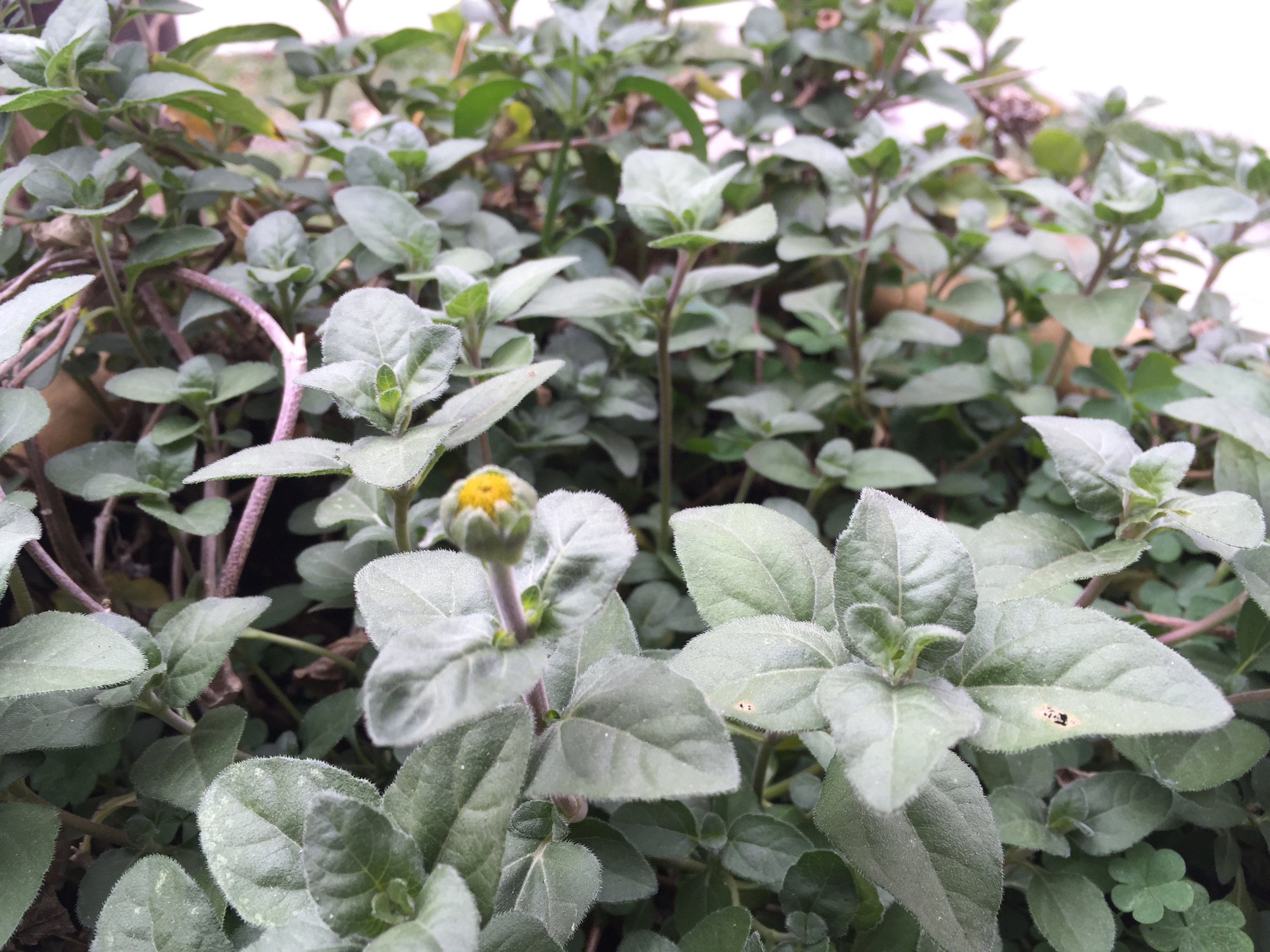
Heliopsis longipes, Querétaro, México.

Heliopsis longipes, conocido como chilcuas, es un  arbusto silvestre mexicano también conocido como pelitre, raíz de oro o chilcuague, que proviene del  náhuatl chilmecatl, que significa ‘chile de mecate’, debido a lo delgado y fuerte de las raíces de la planta. Otros nombres menos usados son Chilquahuitl o Chilcuague.

## Características
Planta herbácea que mide entre 0,50 a 0,70  m de altura. Las flores son de color amarillo, en los que ambos tipos (liguladas y del disco) son hermafroditas; cubiertas de un eje leñoso y amarillento. Se distribuyen en cabezuelas, nunca mayores de un centímetro. Las lígulas son marecentes y sésiles mientras que los aquenios de los dos tipos de flore son tri o tetrangulares. Las hojas miden de 2 a 4 cm , ovales y salen dos opuestos mismos tallos, con el margen serrado o crenado.

## Composición química
La planta contiene un alcaloide llamado afinina  el cual es conocido por sus propiedades como antibiótico, antimicótico, analgésico, antiséptico, anestésico, sialogogo, cicatrizante e insecticida.

## Distribución
Es una planta endémica del estado de Guanajuato, México, y se encuentran también en los límites de los estados colindantes de San Luis Potosí y Querétaro.

## Usos
Su efecto terapéutico se debe a la presencia de las alcamidas, en especial la afinina, sintetizadas en sus raíces de la que se ha reportado en la literatura su utilidad como antinflamatorio, antiartrítico, analgésico, vasodilatador, antinociceptivo, insecticida, antimicrobiano y antiparasitario, entre otros.
A continuación  se enlistan los beneficios de acuerdo a relatos populares.
La raíz se mastica para adormecer la lengua y aliviar el dolor de muelas y garganta. Tiene propiedades antibióticas (por lo que tradicionalmente se usa contra infección de garganta, faringitis, amigdalitis, laringitis, esofagitis, gingivitis y otras infecciones incluso en la piel), es reconocido también como un poderoso antimicótico (tradicionalmente se usa contra pie de atleta, onicomicosis, caspa y candidiasis o algodoncillo), es analgésico, antiséptico, anestésico (Tradicionalmente se usa en la dentición dolorosa que presentan los bebés ayudando a desaparecer inmediatamente las molestias causadas por la aparición de los primeros dientes), y tiene excelentes resultados cuando se aplica después de la picadura de algún insecto tal como abeja, avispa o araña. También es usado como condimento en alimentos y bebidas alcohólicas. Tiene propiedades depurativas, al masticarla y tragarla. Produce secreciones abundantes de fluidos corporales como saliva, sudoración y orina debido a su influencia sobre la glándula maxilar por lo que era usado por lo chichimecas como condimento y medicamento natural.
La palabra chilcuague tiene su origen del nahuatl pues era reconocida esta planta como Chilcoatl (chil por picante y coatl por la forma de su raíz que parece serpiente), en los mercados también se le conoce con los siguientes nombres: hierba de la muela, chil cuas, chilcuan, chilcmecatl, raíz azteca, raíz de oro, chile de palo, palo de duende, entre otros.
Al masticarla tiene un efecto sialogogo o sea que estimula la producción de saliva lo que genera varios efectos en el organismo entre ellos destacan los producidos por las enzimas digestivas presentes en la saliva (amilasa y lipasa), su efecto buffer o amortiguador que apoya a neutralizar el pH del estómago y cavidad bucal de manera instantánea controlando el reflujo, la acidez y la gastritis además la saliva promueve la secreción de endorfinas.

## Taxonomía
Heliopsis longipes fue descrita por (A.Gray) S.F.Blake y publicado en Contributions from the United States National Herbarium 22(8): 608–609. 1924.
Sinonimia
- Philactis longipes A.Gray basónimo[3]